# I månans skimmer
I månans skimmer, med inledningsorden Över nejdens skönhet glimmar, är en sång av August Söderman med text av Emil von Qvanten.
Sången komponerades i Gess-dur för 3-stämmig manskör, men arrangerades för 4-stämmig manskör av Hugo Alfvén. Alfvéns arrangemang publicerades första gången 1929 tillsammans med tre andra arrangemang av sånger av Söderman. 1933 publicerades I månans skimmer separat av Gehrmans musikförlag, då i Ass-dur.
Uruppförandet gjordes av Orphei Drängar den 2 december 1929.